# Chambéry hockey 73
Pour les articles homonymes, voir Stade olympique de Chambéry.
Le Chambéry hockey 73, couramment appelé Éléphants de Chambéry est un club français de hockey sur glace basé à Chambéry en Savoie.
L'équipe première évolue au deuxième niveau national (division 1) depuis 2018 et l'équipe réserve figure au quatrième niveau national (division 3).

## Historique
Fondé en 1972 par Dominique Flatry, le club est à l'origine la section hockey sur glace du Stade olympique de Chambéry.
Le surnom du club est depuis 1991 : les Éléphants de Chambéry, il fait référence à la fontaine des éléphants, le monument le plus célèbre de la ville.

### Champion de France de D2 2018
À l'issue de la saison 2017-2018, les Éléphants de Chambéry sont sacrés Champion de France Division 2 pour la première fois de leur histoire avec une victoire 2 matchs à 1 contre les Vipers de Montpellier (2-3, 4-3, 3-2).
En Décembre 2020, lors de la professionnalisation de l'équipe première, la structure du club se divise en deux parties distinctes :
- La première est associative, elle regroupe les catégories mineurs ainsi que les majeurs évoluant en Loisirs, D4 et D3 (voir également les Loups de Savoie).
- La deuxième est professionnelle et est concentrée uniquement sur l'équipe première qui se trouve en D1.

En 2021, le canadien Pierre Bergeron est nommé entraîneur de l'équipe première.
À l'issue de la saison 2022-2023, Alex Labbé et Zackary Daneau sont les deux meilleurs pointeurs du championnat.

### Demi-finaliste de la coupe de France et vice-champion de France de D1 2024
Lors de la coupe de France 2023-2024, les Éléphants de Chambéry se hissent jusqu'en demi-finale de la compétition en réalisent l'exploit d'éliminer consécutivement deux clubs de Ligue Magnus avec tout d'abord les Rapaces de Gap lors des huitièmes de finale puis les Boxers de Bordeaux lors des quarts de finale grâce notamment à son nouveau portier canadien Colby Muise.
En demi-finale les Éléphants s'inclinent face aux Corsaires de Dunkerque (D1).
À l'issue de la saison 2023-2024, les Éléphants de Chambéry échouent en finale du championnat de France Division 1 face aux Corsaires de Nantes.

## Effectif
| No    | Nom                  | Nat. | Position       | Arrivée                               |
| ----- | -------------------- | ---- | -------------- | ------------------------------------- |
| +031, | David Richer         |      | Gardien de but | 2020 - Lakers d'Oswego                |
| +034, | Quentin Trillat      |      | Gardien de but | Formé au club                         |
| +038, | Loïc Corvez          |      | Gardien de but | 2019 - Brûleurs de loups de Grenoble  |
| +002, | Dov Reboh            |      | Défenseur      | Prêt - Brûleurs de loups de Grenoble  |
| +009, | David Chevrier       |      | Défenseur      | 2020 - Bisons de Nichols              |
| +011, | Gabriel Caratini     |      | Défenseur      | Formé au club                         |
| +013, | Edgar Protčenko      |      | Défenseur      | 2019 - Billingham Stars               |
| +020, | Tanguy Franzini      |      | Défenseur      | Formé au club                         |
| +037, | Maxime Corvez        |      | Défenseur      | Prêt - Brûleurs de loups de Grenoble  |
| +076, | Wayne Létourneau     |      | Défenseur      | 2021 - Windsor Wild                   |
| +088, | Sacha Reboh          |      | Défenseur      | 2020 - Brûleurs de loups de Grenoble  |
|       | Thomas Maguin        |      | Défenseur      | Prêt - Brûleurs de loups de Grenoble  |
| +010, | Matias Bachelet      |      | Attaquant      | Prêt - Brûleurs de loups de Grenoble  |
| +014, | Elias Leprieult      |      | Attaquant      | 2021 - Étoile noire de Strasbourg     |
| +017, | Titouan Blanchard    |      | Attaquant      | Prêt - Brûleurs de loups de Grenoble  |
| +018, | Anthony Raveaud      |      | Attaquant      | 2021 - Ours de Villard-de-Lans        |
| +019, | Vincent Crivello – A |      | Centre         | 2020 - Bisons de Nichols              |
| +022, | Hugo Dechelle        |      | Centre         | 2019 - Brûleurs de loups de Grenoble  |
| +023, | Flavian Dair         |      | Ailier         | Prêt - Brûleurs de loups de Grenoble  |
| +025, | Paul Siraudin        |      | Attaquant      | Prêt - Brûleurs de loups de Grenoble  |
| +072, | Zackary Daneau       |      | Centre         | 2021 - Diables rouges de Valenciennes |
| +082, | Loris Delmas         |      | Attaquant      | Prêt - Brûleurs de loups de Grenoble  |
| +092, | Joé Dubé – C         |      | Centre         | 2020 - Bisons de Neuilly-sur-Marne    |
| +097, | Emmanuel Navarro     |      | Attaquant      | Prêt - Brûleurs de loups de Grenoble  |
|       | Aurélien Dair        |      | Centre         | Prêt - Brûleurs de loups de Grenoble  |
|       | Dylan Fabre          |      | Centre         | Prêt - Brûleurs de loups de Grenoble  |
|       | Adel Koudri          |      | Ailier         | Prêt - Brûleurs de loups de Grenoble  |

## Palmarès

### Compétitions nationales
- Championnat de France Division 2 : 2018

## Logos

Ancien logo
Logo depuis la saison 2012-2013